# Monde en oubli
 (décembre 2014).
Si vous disposez d'ouvrages ou d'articles de référence ou si vous connaissez des sites web de qualité traitant du thème abordé ici, merci de compléter l'article en donnant les références utiles à sa vérifiabilité et en les liant à la section « Notes et références ».
Monde en oubli (titre original : World out of Mind) est un roman de science-fiction de J. T. McIntosh publié en 1953.

## Résumé
L’action se déroule dans un futur comme on aimait à les imaginer dans les années 1950, très hiérarchisé et où chaque membre de la population est the right person in the right place grâce à une série d’épreuves (voir aussi Le Monde des Ā). Le héros ne sait rien de son passé, excepté qu’il n’a pas encore passé les épreuves puisqu’il a l’insigne noir des non-certifiés.
Voyant passer par hasard la très belle Alison Hever, étoile blanche (catégorie la plus sélective intellectuellement) et mû par une impression subite, il se présente à elle et ajoute : « Je pense que vous auriez intérêt à retenir ce nom, car j’ai bien l’intention de vous épouser ». Alison, amusée sans plus de cette étrange forme de drague, lui conseille dans un premier temps de passer les épreuves.

## Le thème
Le roman va bien au-delà d’une simple histoire d’amour. Le héros se rend compte peu à peu qu’il est en fait,à son insu, la tête de pont d’une invasion extraterrestre visant à le mettre à la tête du gouvernement terrien afin de faciliter son implantation. Mais un élément inattendu intervient : chargé d’assimiler au mieux l’esprit de la civilisation qu’il est chargé d’asservir, le héros en perçoit les beautés par rapport à sa civilisation natale et subit un complet retournement d'opinion. 